# Гауя (річка)
Га́уя (латис. Gauja, ест. Koiva jõgi, нім. Livländische Aa) — річка в Латвії. Упродовж 18 км річкою проходить кордон Латвії з Естонією.
Довжина 460 км. Площа басейну 8900 км².
Бере початок на Відземській височині, де протікає через численні озера. Впадає у Ризьку затоку.
Середня витрата води біля міста Сігулда — 66,7 м³/с.
У басейні Гауї розташувався природний національний парк Гауя.
На Гауї розташувалися міста Стренчі, Валміера, Цесіс, Адажі.

## Електронні джерела
- Гауя (російською мовою)

| Річка | Це незавершена стаття про річку. Ви можете допомогти проєкту, виправивши або дописавши її. |